# ハーフムーン礁

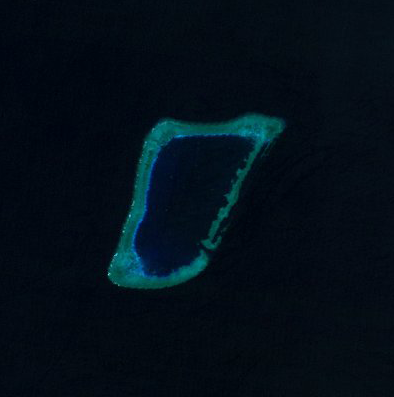
ハーフムーン礁

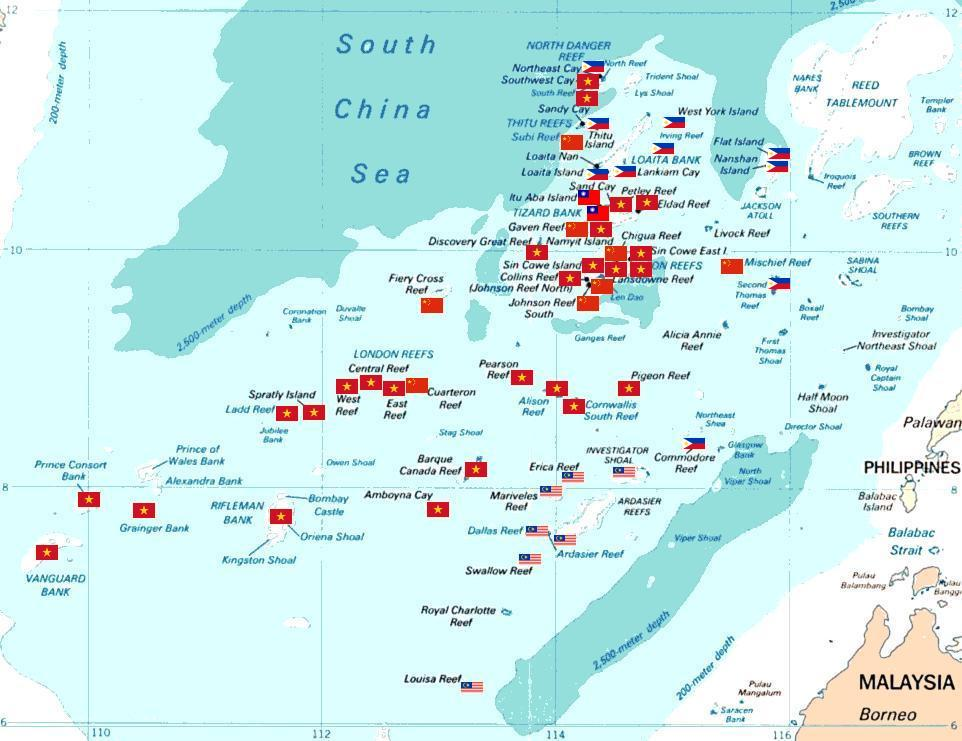
南沙諸島の実効支配状況

ハーフムーン礁（ハーフムーンしょう、英語: Half Moon Shoal、中国語: 半月礁、ベトナム語：Bãi Trăng Khuyết / 𣺽𣎞缺）は、南沙諸島の環礁である。

## 地理
フィリピンのパラワン島から100kmに位置する。

## 領有
フィリピン、中華民国（台湾）および中華人民共和国が主権を主張している。
1995年、フィリピン軍がこの環礁に上陸し、中国の施設と標識を破壊した。2012年7月、中国人民解放軍海軍の護衛艦1隻がこの環礁付近の海域に座礁したが、自力脱出した。
2014年5月6日、フィリピン海上警察は保護種のウミガメ約500匹を積んでいたとして、この環礁の沖で中国漁船を拿捕し、中国人乗組員11人を拘束。フィリピンの検察当局は5月12日に、このうち9人を訴追した。